# 佐伯耕三
佐伯 耕三（さいき こうぞう、1975年 - ）は、日本の経産官僚。東京大学法学部卒業。2017年から2020年まで内閣総理大臣秘書官を務めた。

## 来歴
兵庫県生まれ。灘中学校・高等学校を卒業後、東京大学に進学。1998年（平成10年）、通商産業省に入省。2013年（平成25年）には内閣副参事官、2017年（平成29年）に首相政務秘書官の今井尚哉からの打診を受け、史上最年少の42歳で首相事務秘書官に抜擢された。安倍晋三首相のスピーチライターを務めており、出身省庁で局長級や課長級のポストを経験していない官僚からは異例の抜擢となった。
2020年9月16日、経済産業省大臣官房参事官兼同省大臣官房グローバル産業室付。
2021年7月1日、経済産業省商務情報政策局 商務・サービスグループ 生物化学産業課長。
2022年7月1日、経済産業省通商政策局米州課長に就任。

## その他
- 首相秘書官在任中の2018年4月11日に、公文書管理をめぐる衆院予算委員会の集中審議の際希望の党代表の玉木雄一郎にヤジを飛ばした問題で、翌4月12日に西村康稔官房副長官より厳重注意を受けている。
- 2019新型コロナウイルス感染症の流行期の政府の対応のひとつである、いわゆる「アベノマスク」や、星野源の「うちで踊ろう」のコラボレーション動画を提案したといわれる[9][1]。
- 「安倍親衛隊」、安倍首相の周囲にいる大臣以上の権力持つ7人の「君側の奸」とも呼ばれた官邸官僚のひとりだった[10][11]。
- 愛嬌のある丸っこい身体とは裏腹に、強権を振る姿から、文藝春秋は「官邸の金正恩」と紹介している[1]。